# 42 (歌曲)
42是由英国摇滚组合酷玩乐队的单曲。该歌曲收录于乐队整体的第四张专辑《玩酷人生》，分为三个部分，并且没有合唱。第一部分是由钢琴和弦乐组成的民谣，然后用吉他独奏将歌曲转化为流行的摇滚乐。最后，歌曲以多乐器组合演奏结束。
酷玩乐队2009年的现场专辑《左右左右左》包含了42的演唱会版本。

## 词曲
42对于酷玩乐队来说与众不同，因为它分为了三个部分并且没有合唱。吉他手强尼·巴克兰透露，在逐轨分析中，“我们已经用了大约两年的时间来尝试录制一首没有任何合唱及韵律的歌曲……42是唯一一首我们能够成功地做到这一点的歌曲。”主唱克里斯·马丁补充道，“虽然我们每次都尝试叫它“42”，但这大约是第九个42。”马丁在接受MTV采访时也说，这首歌之所以取名为“42”，是因为这是他“最喜欢的数字”。巴克兰在这首歌中将吉他调到了F-F-F-f-f-f，使用了鸵鸟吉他。

## 榜单
| 排行榜（2008年）           | 排名 |
| -------------------------- | ---- |
| 英國（官方榜單公司單曲榜） | 123  |

## 銷量認證
| 國家或地區                | 認證 | 銷量    |
| ------------------------- | ---- | ------- |
| 巴西（巴西唱片業協會）    | 白金 | 60,000* |
| - *銷售認證計算於實際銷量 |      |         |